# Allograpta micrura
Allograpta micrura är en tvåvingeart som först beskrevs av Osten Sacken 1877.  Allograpta micrura ingår i släktet Allograpta och familjen blomflugor. Inga underarter finns listade i Catalogue of Life.